# Giurgiu
Giurgiu (bulgariska: Гюргево, Gjurgevo, turkiska: Yergöğü) är en stad (municipiu) i det historiska landskapet Valakiet i södra Rumänien. Staden ligger på norra sidan av floden Donau, där denna utgör gräns mot Bulgarien, mittemot den bulgariska staden Ruse på andra sidan. Den utgör residensstad i länet Giurgiu och ligger 74 kilometer söder om huvudstaden Bukarest.
Öster om staden korsas Donau av Giurgiu-Ruse-bron, en kombinerad väg- och järnvägsbro som utgör en del av av Europaväg 70 respektive Europaväg 85 och förbinder de båda angränsande länderna på respektive sida av floden.   

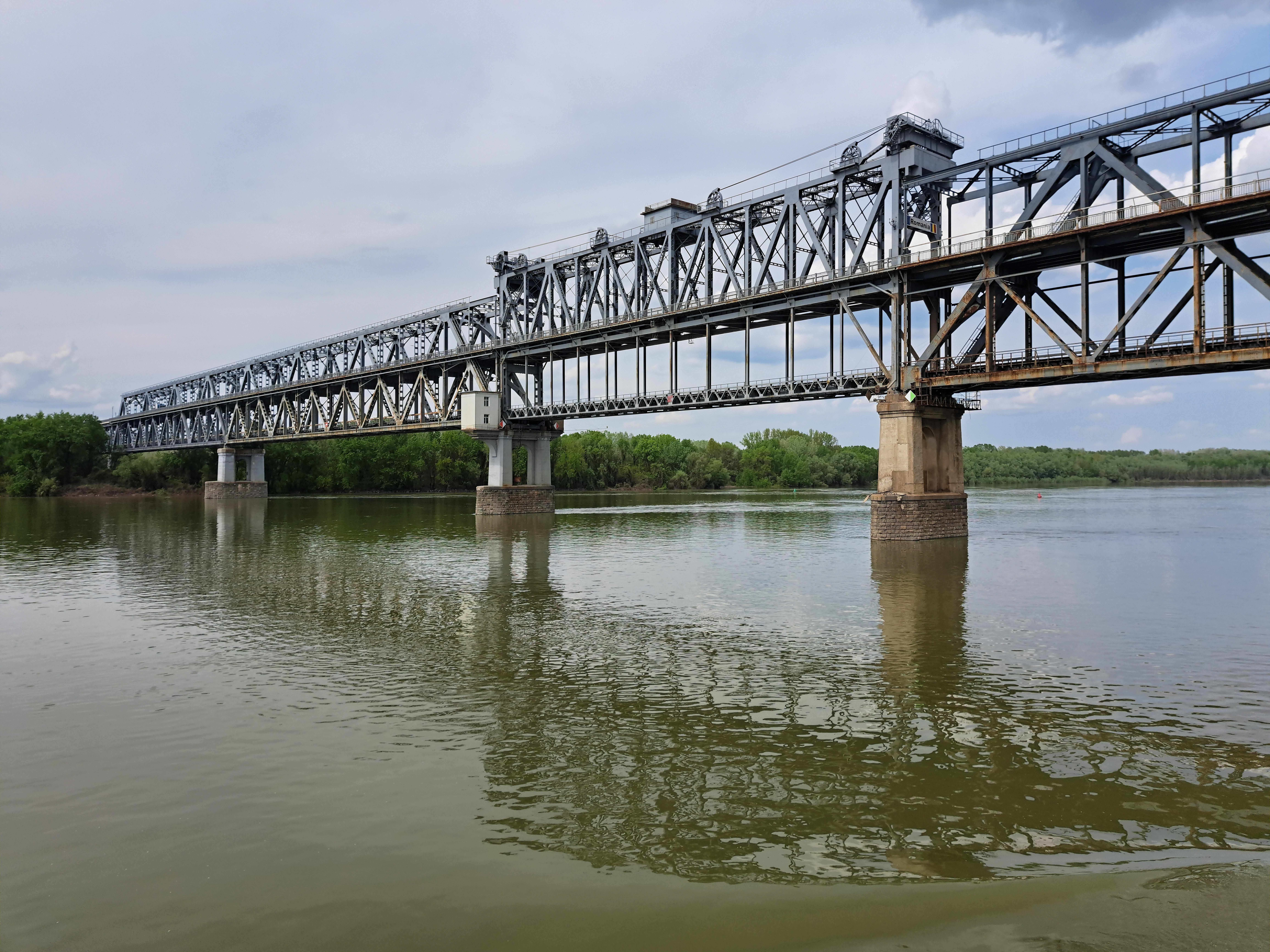
Giurgiu-Ruse-bron över Donau.

Giurgiu är Bukarests närmaste hamnstad och fungerar som utskeppningshamn för spannmål från Valakiet. Den är även en viktig utskeppningshamn för olja, och står numera via en oljeledning i förbindelse med oljefälten vid Ploiești. Här finns skeppsvarv och spannmålsbaserad industri. Staden, som antas vara grundad av sjöfarare från Genua på 1300-talet, tillhörde Osmanska riket mellan 1417 och 1829.